# The Rainmaker (1956)
The Rainmaker is een Amerikaanse romantische western uit 1956 onder regie van Joseph Anthony met in de hoofdrollen Burt Lancaster, Katharine Hepburn, Wendell Corey, Lloyd Bridges en Earl Holliman. Het scenario is gebaseerd op het gelijknamige toneelstuk uit 1954 van N. Richard Nash.

## Verhaal
Tijdens de crisisjaren in het Midden-Westen van de Verenigde Staten doet oplichter Bill Starbuck zich voor als regenmaker, maar hij wordt stad na stad uit gejaagd. Op een dag arriveert hij in een door droogte geteisterd plattelandsdorpje in Kansas en belandt hij bij oude vrijster Lizzie Curry en de rest van de Curry-clan. Lizzie doet het huishouden voor haar vader, H.C., en haar twee broers op de veeboerderij van de familie. Terwijl hun boerderij wegkwijnt onder de verwoestende droogte, maakt Lizzie's familie zich meer zorgen over haar huwelijksvooruitzichten dan over hun stervende vee. Vóór Starbuck opdook verwachtte Lizzie hulpsheriff File, voor wie ze gevoelens heeft, hoewel hij de uitnodiging van de familie voor het diner afsloeg. Starbuck belooft het te laten regenen in ruil voor geld. Ondanks Lizzie's protesten gaat H.C. uit wanhoop akkoord met het voorstel, ook al denkt hij dat Starbuck een oplichter is. Starbuck wordt ontmaskerd, maar de Curry-clan komt voor hem op, wat ertoe leidt dat zowel Starbuck als File voor Lizzie kiezen. Uiteindelijk krijgt Lizzie haar man en begint het te regenen.

## Rolverdeling
| Acteur             | Personage                 |
| ------------------ | ------------------------- |
| Burt Lancaster     | Bill Starbuck             |
| Katharine Hepburn  | Lizzie Curry              |
| Wendell Corey      | Deputy Sheriff J. S. File |
| Lloyd Bridges      | Noah Curry                |
| Earl Holliman      | Jim Curry                 |
| Cameron Prud'Homme | H.C. Curry                |
| Wallace Ford       | Sheriff Howard Thomas     |
| Yvonne Lime        | Snookie Maguire           |

## Prijzen en nominaties
| Jaar | Prijs                           | Categorie                      | Genomineerde       | Resultaat   |
| ---- | ------------------------------- | ------------------------------ | ------------------ | ----------- |
| 1957 | Academy Awards                  | Beste actrice                  | Katherine Hepburn  | Genomineerd |
| 1957 | Academy Awards                  | Beste originele muziek         | Alex North         | Genomineerd |
| 1957 | Golden Globe Awards             | Beste film - drama             | Beste film - drama | Genomineerd |
| 1957 | Golden Globe Awards             | Beste acteur - drama           | Burt Lancaster     | Genomineerd |
| 1957 | Golden Globe Awards             | Beste actrice - drama          | Katherine Hepburn  | Genomineerd |
| 1957 | Golden Globe Awards             | Beste mannelijke bijrol - film | Earl Holliman      | Gewonnen    |
| 1957 | Writers Guild of America Awards | Best Written American Drama    | N. Richard Nash    | Genomineerd |
| 1958 | BAFTA Awards                    | Beste Buitenlandse Actrice     | Katherine Hepburn  | Genomineerd |

## Trivia
- De film kende twee remakes: een Amerikaanse televisiefilm met dezelfde naam uit 1982 en een Indiase film genaamd Thodasa Roomani Ho Jayen uit 1990.[5]
- Cameron Prud'homme speelde ook de rol van H.C. Curry in de Broadway-productie van het toneelstuk uit 1954.[6]